# Otsungna

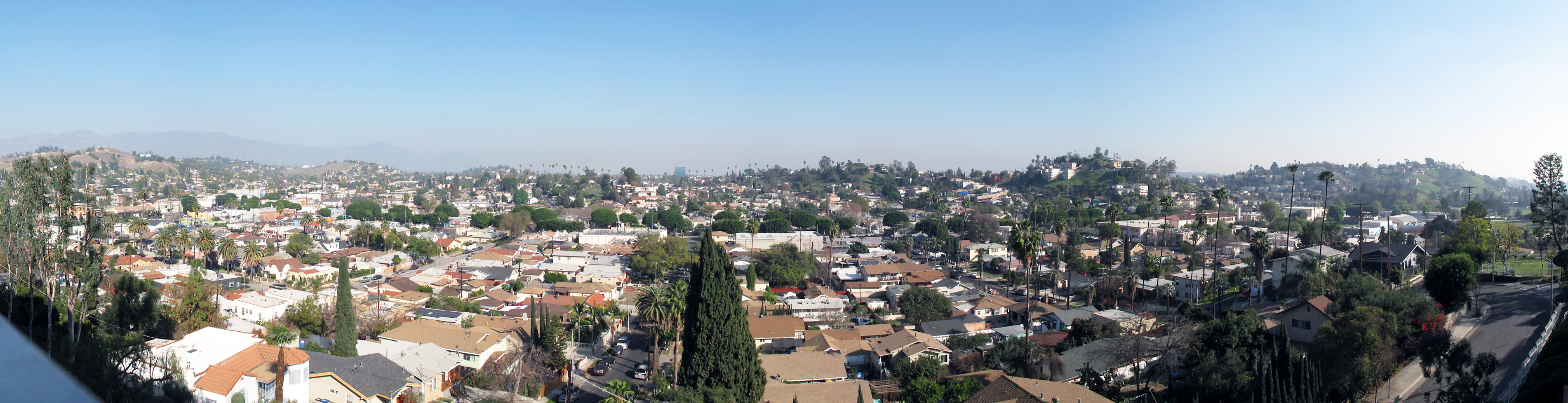
El sitio de Otsungna está ubicado cerca del barrio de El Sereno, Los Ángeles

Otsungna era una aldea Tongva ubicada en lo que ahora es el barrio El Sereno de Los Ángeles, California y la Universidad Estatal de California, Los Ángeles. Se hizo referencia a él como el «sitio de la aldea prehistórica de Otsungna» (en inglés: Otsungna Prehistoric Village Site) en la construcción de la ruta estatal 710. Alternativamente, se ha hecho referencia a la aldea como Ochuunga, derivado de la palabra del idioma Tongva que significa «rosa silvestre» y posiblemente traducida como «Lugar de las Rosas» (en inglés: Place of Roses).

## Historia
La aldea estaba ubicada al norte y al oeste del gran aldea de Yaanga conectada a través de un sendero con la otro aldea de Shevaanga. El sacerdote español José Zalvidea señaló que la aldea estaba ubicada «en el camino de San Gabriel a Los Ángeles». Este era un sendero precolombino que se usaba ampliamente antes de la llegada de los colonizadores españoles.
Aunque la evidencia de la aldea ha sido destruida en gran parte, se ha propuesto que El Sereno se estableció junto a Otsungna como uno de los primeros asentamientos coloniales españoles en el área de Los Ángeles, ya que los trabajadores de Tongva fueron esenciales para la construcción de la ciudad y los primeros asentamientos a menudo se construyeron cerca de aldeas de Tongva preexistentes.